# Marathon de Houston
Le Marathon de Houston est une course de marathon se déroulant tous les ans, en janvier, dans les rues de Houston, aux États-Unis. Créée en 1972, l'épreuve fait partie en 2015 du circuit international des IAAF Road Race Label Events, dans la catégorie des « Labels d'or ». 
Le premier marathon, couru le 30 décembre 1972, a réuni 113 coureurs et une foule d'environ 200 personnes. L'édition 2014 comprenait une épreuve de 5 km courue le samedi 18 janvier et la course marathon et semi-marathon le dimanche 19 janvier. L'épreuve du 5 km comptait près de 5 000 coureurs tandis que le marathon et le semi-marathon comptaient près de 13 000 coureurs chacun. Les courses rassemblent des foules de près d'un demi-million pour voir les coureurs. L'édition 1979 de la compétition a accueilli la course du championnat national de marathon pour hommes et femmes. Houston a été sélectionnée pour les essais olympiques féminins en 1992 et a tenu le championnat de marathon féminin de l'USATF en 1998. Le parcours de semi-marathon a accueilli le championnat de demi-marathon masculin de l'USATF de 2005 à 2008, et a également accueilli l'épreuve féminine en 2007 et 2008. Les États-Unis 2012 Les essais du marathon olympique pour hommes et femmes ont eu lieu le samedi avant les courses du dimanche. George W. Bush a couru dans le marathon de Houston à l'âge de 46 ans en 1993, terminant avec le temps de 3 heures, 44 minutes et 52 secondes. La société commanditaire actuelle du marathon est Chevron Corporation. Aramco sponsorise le semi-marathon et Chevron et Aramco co-sponsorisent la course 5K. L'événement soutient de nombreux organismes de bienfaisance, dont CanCare, le Texas Children's Hospital et la Leukemia & Lymphoma Society. 

## Parcours
Le parcours rapide et plat commence dans le centre-ville près de Minute Maid Park et emmène les coureurs dans les quartiers et les communautés pittoresques de Houston, y compris Houston Heights et Neartown, après Hermann Park et Rice University, jusqu'à Uptown, puis à travers Memorial Park et Allen Parkway, terminant au George R. Brown Convention Center au centre-ville. Le cours est certifié USATF et est populaire auprès des coureurs cherchant à se qualifier pour le marathon de Boston. Le temps de course est de 6 heures et une limite de 27 000 inscriptions est appliquée, répartie également entre les marathons complets et les demi-marathons. 
Le cours a été changé pour 2014. Les changements comprenaient le démarrage sur Congress St. centre-ville, l'élimination d'une section du parcours à travers les hauteurs et l'ajout de 2 miles le long de Kirby Dr. 

## Palmarès
Voici les différents gagnant des éditions du Marathon de Houston. 
| Édition   | Gagnant Masculin | Temps           | Gagnant Féminin   | Temps           |
| --------- | ---------------- | --------------- | ----------------- | --------------- |
| 2020 (48) | Kelkile Gezahegn | 2 h 08 min 36 s | Askale Merachi    | 2 h 23 min 29 s |
| 2019 (47) | Albert Korir     | 2 h 10 min 02 s | Biruktayit Degefa | 2 h 23 min 28 s |
| 2018 (46) | Bazu Worku       | 2 h 08 min 30 s | Biruktayit Degefa | 2 h 24 min 51 s |
| 2017 (45) | Dominic Ondoro   | 2 h 12 min 05 s | Meskerem Assefa   | 2 h 30 min 18 s |
| 2016 (44) | Birhanu Digefa   | 2 h 10 min 54 s | Yebrgual Melese   | 2 h 23 min 23 s |
| 2015 (43) | Birhanu Digefa   | 2 h 08 min 03 s | Yebrgual Melese   | 2 h 23 min 23 s |
| 2014 (42) | Bazu Worku       | 2 h 07 min 32 s | Abebech Afework   | 2 h 25 min 52 s |

| Édition   | Gagnant Masculin | Temps           | Gagnant Féminin  | Temps           |
| --------- | ---------------- | --------------- | ---------------- | --------------- |
| 2020 (19) | Jemal Yimer      | 59 min 23 s     | Hitomi Niiya     | 1 h 06 min 38 s |
| 2019 (18) | Shura Kitata     | 1 h 00 min 11 s | Brigid Kosgei    | 1 h 05 min 50 s |
| 2018 (17) | Jake Robertson   | 1 h 00 min 01 s | Ruti Aga         | 1 h 06 min 39 s |
| 2017 (16) | Leonard Korir    | 1 h 01 min 14 s | Veronica Nyaruai | 1 h 07 min 58 s |
| 2016 (15) | Lelisa Desisa    | 1 h 00 min 37 s | Mary Wacera      | 1 h 06 min 29 s |
| 2015 (14) | Diego Estrada    | 1 h 00 min 51 s | Kim Conley       | 1 h 09 min 44 s |